# Violant d'Hongria
|  | Per a altres significats, vegeu «Violant d'Hongria Làscaris». |

Violant d'Hongria, de nom Violant Árpád (en hongarès Árpád-házi Jolánta; Esztergom, Hongria, ca. 1216 - Osca, Aragó, 12 d'octubre de 1251), fou princesa reial hongaresa i, com a cònjuge de Jaume I el Conqueridor, reina consort d'Aragó, de Mallorca i de València, comtessa consort de Barcelona, senyora de Montpeller i de la baronia d'Omeladès i vescomtessa de Millau (1235-1251). El seu nom de fonts era Andreua, que canvià més tard pel de Violant, forma en la qual ha quedat fixat el nom medieval Iolant (o Yolant) en la historiografia catalana dels últims segles.

## Ascendència
Violant pertanyia a la casa reial d'Hongria (dinastia Árpád).
Genealogia simplificada de Violant d'Hongria:
|  |  | Béla III d'Hongria rei d'Hongria (1172-1196) *1148 †1196 | Béla III d'Hongria rei d'Hongria (1172-1196) *1148 †1196 | Béla III d'Hongria rei d'Hongria (1172-1196) *1148 †1196 | Béla III d'Hongria rei d'Hongria (1172-1196) *1148 †1196 | Béla III d'Hongria rei d'Hongria (1172-1196) *1148 †1196 | Béla III d'Hongria rei d'Hongria (1172-1196) *1148 †1196 |                                                              |                                                              |                                                              |                                                              |                                                              |                                                              | Agnès d'Antioquia (o de Châtillon) =c. 1170 †c. 1184 | Agnès d'Antioquia (o de Châtillon) =c. 1170 †c. 1184 | Agnès d'Antioquia (o de Châtillon) =c. 1170 †c. 1184 | Agnès d'Antioquia (o de Châtillon) =c. 1170 †c. 1184 | Agnès d'Antioquia (o de Châtillon) =c. 1170 †c. 1184 | Agnès d'Antioquia (o de Châtillon) =c. 1170 †c. 1184 |                   |                   | Pere II de Courtenay emperador llatí de Constantinoble (1216-1217) †1219 | Pere II de Courtenay emperador llatí de Constantinoble (1216-1217) †1219 | Pere II de Courtenay emperador llatí de Constantinoble (1216-1217) †1219 | Pere II de Courtenay emperador llatí de Constantinoble (1216-1217) †1219 | Pere II de Courtenay emperador llatí de Constantinoble (1216-1217) †1219 | Pere II de Courtenay emperador llatí de Constantinoble (1216-1217) †1219 |                                  |                                  |                                  |                                  |                                  |                                  | Violant de Flandes emperadriu llatina de Constantinoble (1217-1219) †1219 | Violant de Flandes emperadriu llatina de Constantinoble (1217-1219) †1219 | Violant de Flandes emperadriu llatina de Constantinoble (1217-1219) †1219 | Violant de Flandes emperadriu llatina de Constantinoble (1217-1219) †1219 | Violant de Flandes emperadriu llatina de Constantinoble (1217-1219) †1219 | Violant de Flandes emperadriu llatina de Constantinoble (1217-1219) †1219 |  |  |
|  |  | Béla III d'Hongria rei d'Hongria (1172-1196) *1148 †1196 | Béla III d'Hongria rei d'Hongria (1172-1196) *1148 †1196 | Béla III d'Hongria rei d'Hongria (1172-1196) *1148 †1196 | Béla III d'Hongria rei d'Hongria (1172-1196) *1148 †1196 | Béla III d'Hongria rei d'Hongria (1172-1196) *1148 †1196 | Béla III d'Hongria rei d'Hongria (1172-1196) *1148 †1196 |                                                              |                                                              |                                                              |                                                              |                                                              |                                                              | Agnès d'Antioquia (o de Châtillon) =c. 1170 †c. 1184 | Agnès d'Antioquia (o de Châtillon) =c. 1170 †c. 1184 | Agnès d'Antioquia (o de Châtillon) =c. 1170 †c. 1184 | Agnès d'Antioquia (o de Châtillon) =c. 1170 †c. 1184 | Agnès d'Antioquia (o de Châtillon) =c. 1170 †c. 1184 | Agnès d'Antioquia (o de Châtillon) =c. 1170 †c. 1184 |                   |                   | Pere II de Courtenay emperador llatí de Constantinoble (1216-1217) †1219 | Pere II de Courtenay emperador llatí de Constantinoble (1216-1217) †1219 | Pere II de Courtenay emperador llatí de Constantinoble (1216-1217) †1219 | Pere II de Courtenay emperador llatí de Constantinoble (1216-1217) †1219 | Pere II de Courtenay emperador llatí de Constantinoble (1216-1217) †1219 | Pere II de Courtenay emperador llatí de Constantinoble (1216-1217) †1219 |                                  |                                  |                                  |                                  |                                  |                                  | Violant de Flandes emperadriu llatina de Constantinoble (1217-1219) †1219 | Violant de Flandes emperadriu llatina de Constantinoble (1217-1219) †1219 | Violant de Flandes emperadriu llatina de Constantinoble (1217-1219) †1219 | Violant de Flandes emperadriu llatina de Constantinoble (1217-1219) †1219 | Violant de Flandes emperadriu llatina de Constantinoble (1217-1219) †1219 | Violant de Flandes emperadriu llatina de Constantinoble (1217-1219) †1219 |  |  |
|  |  |                                                          |                                                          |                                                          |                                                          |                                                          |                                                          |                                                              |                                                              |                                                              |                                                              |                                                              |                                                              |                                                      |                                                      |                                                      |                                                      |                                                      |                                                      |                   |                   |                                                                          |                                                                          |                                                                          |                                                                          |                                                                          |                                                                          |                                  |                                  |                                  |                                  |                                  |                                  |                                                                           |                                                                           |                                                                           |                                                                           |                                                                           |                                                                           |  |  |
|  |  |                                                          |                                                          |                                                          |                                                          |                                                          |                                                          | Andreu II d'Hongria rei d'Hongria (1205-1235) *c. 1177 †1235 | Andreu II d'Hongria rei d'Hongria (1205-1235) *c. 1177 †1235 | Andreu II d'Hongria rei d'Hongria (1205-1235) *c. 1177 †1235 | Andreu II d'Hongria rei d'Hongria (1205-1235) *c. 1177 †1235 | Andreu II d'Hongria rei d'Hongria (1205-1235) *c. 1177 †1235 | Andreu II d'Hongria rei d'Hongria (1205-1235) *c. 1177 †1235 |                                                      |                                                      |                                                      |                                                      |                                                      |                                                      |                   |                   |                                                                          |                                                                          |                                                                          |                                                                          |                                                                          |                                                                          | Violant de Courtenay =1215 †1233 | Violant de Courtenay =1215 †1233 | Violant de Courtenay =1215 †1233 | Violant de Courtenay =1215 †1233 | Violant de Courtenay =1215 †1233 | Violant de Courtenay =1215 †1233 |                                                                           |                                                                           |                                                                           |                                                                           |                                                                           |                                                                           |  |  |
|  |  |                                                          |                                                          |                                                          |                                                          |                                                          |                                                          | Andreu II d'Hongria rei d'Hongria (1205-1235) *c. 1177 †1235 | Andreu II d'Hongria rei d'Hongria (1205-1235) *c. 1177 †1235 | Andreu II d'Hongria rei d'Hongria (1205-1235) *c. 1177 †1235 | Andreu II d'Hongria rei d'Hongria (1205-1235) *c. 1177 †1235 | Andreu II d'Hongria rei d'Hongria (1205-1235) *c. 1177 †1235 | Andreu II d'Hongria rei d'Hongria (1205-1235) *c. 1177 †1235 |                                                      |                                                      |                                                      |                                                      |                                                      |                                                      |                   |                   |                                                                          |                                                                          |                                                                          |                                                                          |                                                                          |                                                                          | Violant de Courtenay =1215 †1233 | Violant de Courtenay =1215 †1233 | Violant de Courtenay =1215 †1233 | Violant de Courtenay =1215 †1233 | Violant de Courtenay =1215 †1233 | Violant de Courtenay =1215 †1233 |                                                                           |                                                                           |                                                                           |                                                                           |                                                                           |                                                                           |  |  |
|  |  |                                                          |                                                          |                                                          |                                                          |                                                          |                                                          |                                                              |                                                              |                                                              |                                                              |                                                              |                                                              |                                                      |                                                      |                                                      |                                                      |                                                      |                                                      |                   |                   |                                                                          |                                                                          |                                                                          |                                                                          |                                                                          |                                                                          |                                  |                                  |                                  |                                  |                                  |                                  |                                                                           |                                                                           |                                                                           |                                                                           |                                                                           |                                                                           |  |  |
|  |  | * naixement = matrimoni † defunció                       | * naixement = matrimoni † defunció                       | * naixement = matrimoni † defunció                       | * naixement = matrimoni † defunció                       | * naixement = matrimoni † defunció                       | * naixement = matrimoni † defunció                       |                                                              |                                                              |                                                              |                                                              |                                                              |                                                              |                                                      |                                                      |                                                      |                                                      | Violant d'Hongria                                    | Violant d'Hongria                                    | Violant d'Hongria | Violant d'Hongria | Violant d'Hongria                                                        | Violant d'Hongria                                                        |                                                                          |                                                                          |                                                                          |                                                                          |                                  |                                  |                                  |                                  |                                  |                                  |                                                                           |                                                                           |                                                                           |                                                                           |                                                                           |                                                                           |  |  |

## Núpcies i descendència

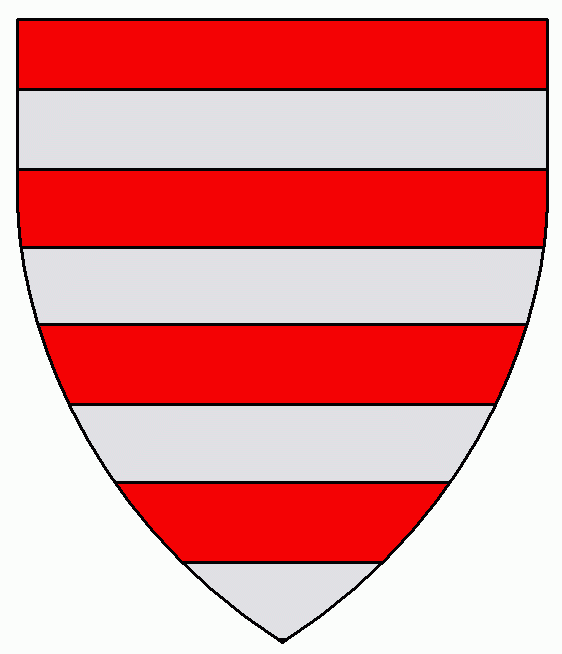
Escut d'armes de la Casa d'Árpád

El 1234, a proposta del papa Gregori IX, fou estipulat el seu matrimoni amb el rei Jaume I el Conqueridor. Segons s'acordà als capítols matrimonials, la núvia aportava en dot una elevada quantitat de diners, els drets a un comtat a Flandes i els territoris que els seus avis havien tingut a Nemours i Borgonya. Res de tot això no s'arribà a fer efectiu i Jaume I li assignà la senyoria de Montpeller, la baronia d'Omeladès i el vescomtat de Millau per al manteniment de la seva casa.
El casament, que causà una gran sensació a Europa, fou celebrat el 8 de setembre del 1235 a la catedral de Barcelona.
Violant fou la segona esposa del monarca catalanoaragonès, amb el qual tingué nou o deu fills:
- la infanta Violant d'Aragó (vers 1236-1300), casada el 1248 amb el futur Alfons X de Castella,
- la infanta Constança d'Aragó (1239-vers 1275), casada el 1256 amb l'infant Joan Manuel de Borgonya i de Suàbia,
- la infanta Sança d'Aragó (? - després del 1275), que morí a Jerusalem durant un pelegrinatge a Terra Santa,
- Pere II el Gran (1240-1285), rei d'Aragó i València i comte de Barcelona,
- Jaume II de Mallorca (1243-1311), rei de Mallorca,
- la infanta Elisabet d'Aragó (1247-1271), casada el 1262 amb el futur Felip III de França,
- l'infant Sanç d'Aragó (vers 1248-1275), arquebisbe de Toledo,
- la infanta Maria d'Aragó (1248-1267), que fou monja,
- l'infant Ferran d'Aragó (1248-1251), mort prematurament als tres anys,
- la infanta Elionor d'Aragó (1251-?), morta prematurament (no recollida per molts autors).

## Activitat pública
Violant fou una dona de talent i de caràcter. Al costat de Jaume I, tingué un important paper en la política de la Corona d'Aragó. Fou una de les conselleres més valuoses del rei, sobre el qual exercí una forta influència.
Intervingué decisivament en acords internacionals tan importants com el Tractat d'Almirra amb Castella (1244), en les condicions signades amb Zayyan ibn Mardanix per a la rendició de la ciutat de València, en la qual entrà triomfalment amb el seu espòs el 9 d'octubre del 1238, i en les diferents versions dels primers testaments de Jaume I. En les projectades particions del regne, intentà sempre afavorir els fills propis i enemistar el monarca amb l'infant primogènit Alfons, fill del primer matrimoni del Conqueridor amb Elionor de Castella.

## Mort i enterrament
Violant morí de febres al santuari de Salas, prop d'Osca, el 1251. Probablement, les hi havia encomanat el seu fill menor, l'infant Ferran, al qual havia vetllat fins que morí.
Escollí sepultura al monestir de Vallbona de les Monges, del qual fou benefactora. El seu monument funerari, adossat al mur de la dreta del presbiteri, és d'una gran sobrietat. Inicialment es va infestar el sepulcre al mur però posteriorment es va extreure a l'exterior d'aquest per unes obres de millora que s'havien de fer. Es va deixar així perquè és pogués veure millor. Ara està alçat sobre dues pilastres decorades amb sengles creus patents d'or inscrites en cercles de gules, té la caixa de pedra rogenca i la coberta, a dos vessants, de pedra blanca. Les úniques ornamentacions són una creu patent al centre de la coberta, de les mateixes característiques que les de les pilastres però més gran i sense color, i tres escuts amb les armes reials del seu espòs al lateral visible i als dos extrems de la caixa.
Les despulles de la reina foren traslladades a aquest sepulcre l'any 1275, tal com indica una inscripció al lateral visible de la caixa (Fuit translata donna | Violans regina | Aragonum | anno 1276). Va ser traslladada en pelegrinatge a peu des d'Osca i amb el rei Jaume I al capdavant de la comitiva. Violant és l'únic membre de la dinastia Árpád les restes del qual romanen inviolades.
L'any 2002, el govern d'Hongria finançà la restauració del seu sepulcre amb 12.000 euros, però la comunitat monàstica denegà l'autorització per estudiar-ne l'interior.

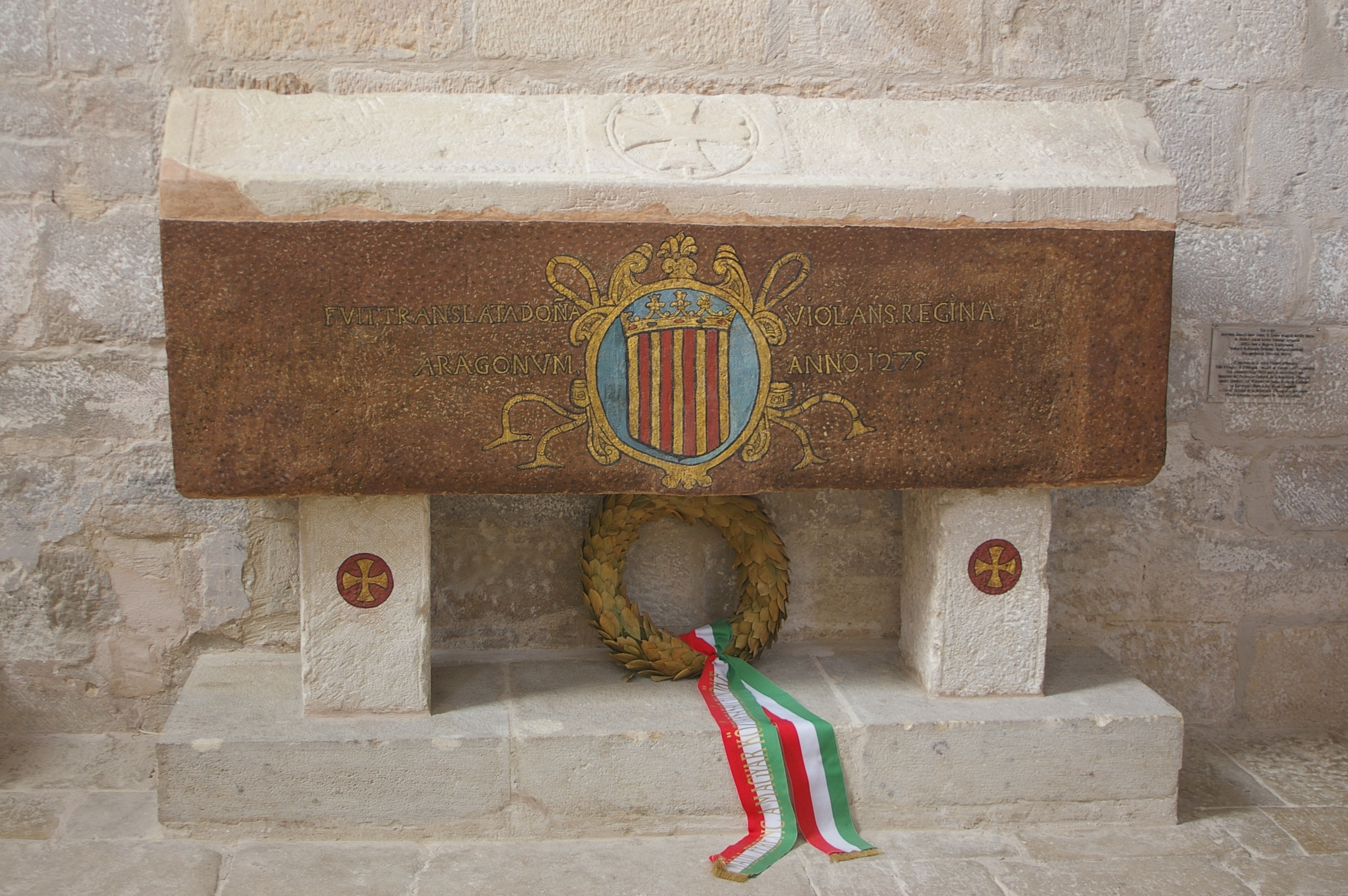
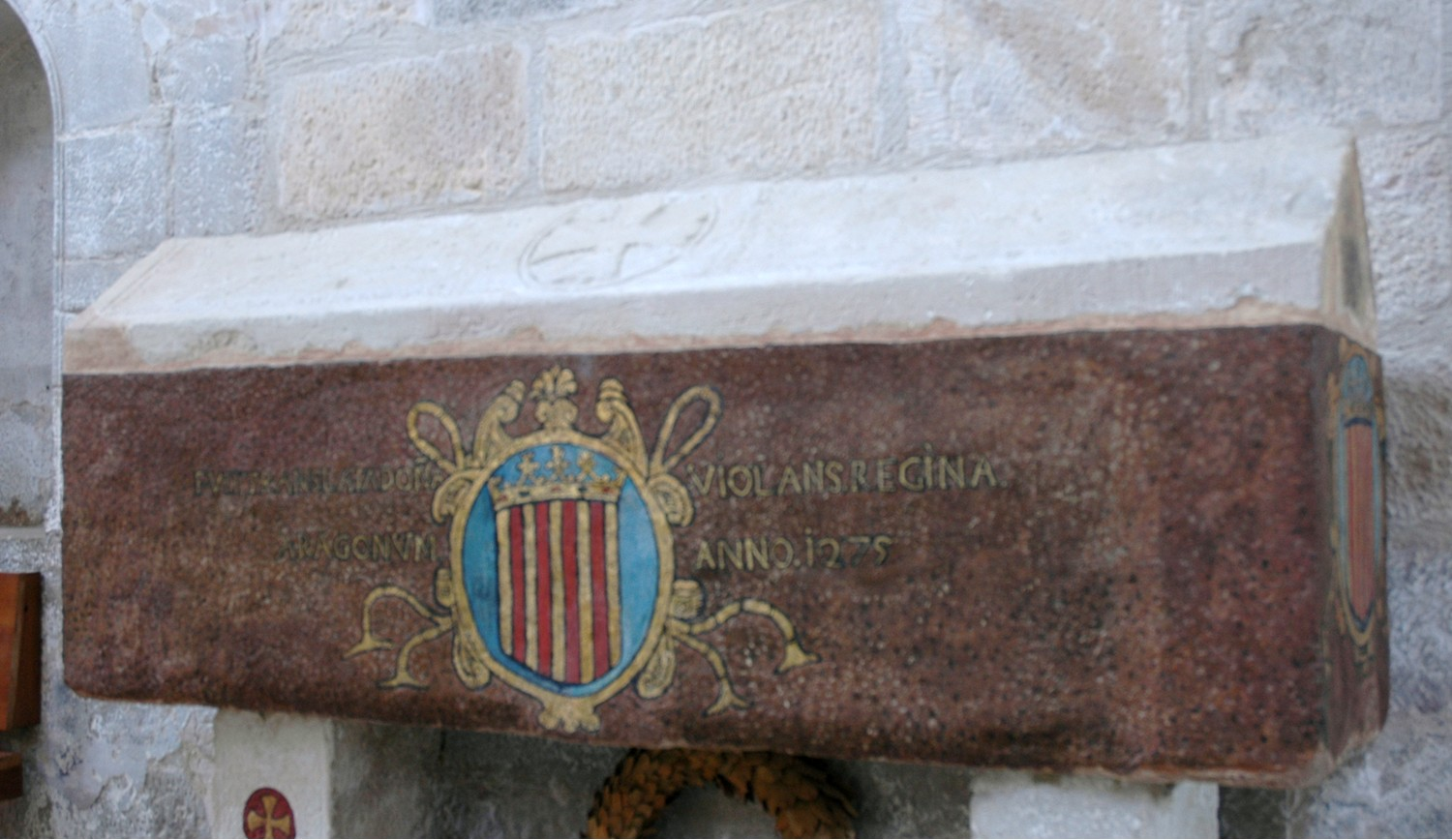

## Iconografia
- Estàtua de granit del segle xiii, que la representa dempeus, coronada i presentant els palmells de les dues mans. Catedral de Santiago de Compostel·la. L'atribució d'aquesta figura a Violant d'Hongria resta avui dia en una posició més que dubtosa. Si es tractés d'una reina Violant, podria ser la seva filla homònima, que es casà amb Alfons X de Castella. No sembla conservar-se cap imatge contemporània de Violant d'Hongria, ni tampoc fou representada en els anys posteriors a la seva defunció.

## Posteritat
Té carrers dedicats, a partir del segle xix, a Barcelona, Saragossa i a diferents ciutats dels països de l'antiga corona d'Aragó.
Segons la llegenda romàntica, les fruites i verdures confitades que formen part del regal típic de la Mocadorada de Sant Donís, celebrada anualment a València per l'aniversari de la conquesta, tenen el seu origen en les fruites i hortalisses que els musulmans valencians van oferir a Jaume i Violant quan els rendiren la ciutat.
Els Gegants de Barcelona Ciutat reprodueixen les figures de Violant i Jaume I. La reina constitueix també un dels personatges principals de la Germandat dels Cavallers de la Conquesta de Castelló de la Plana.
A les Borges Blanques, també hi ha una geganta que representa la mateixa reina. Aquesta duu un escut de la dinastia Árpád a la part de la cintura.